# Henry Frederick Stephenson
Pour les articles homonymes, voir Stephenson.
Sir Henry Frederick Stephenson (7 juin 1842 – 16 décembre 1919), est un amiral de la Royal Navy et un explorateur de l'Arctique.